# Atresia digiunoileale
Per  atresia digiunoileale in campo medico, si intende una malformazione congenita del nascituro del digiuno, che non è stato completato.

## Tipologia
Esistono 5 tipi diversi di atresia digiunoileale a seconda dell'interessamento dell'intestino:
- Tipo I, intestino indenne
- Tipo II,
- Tipo III a,
- Tipo III b,
- Tipo IV, l'atresia coinvolge molteplici segmenti dell'intestino.

La radiografia dell'addome è l'esame diagnostico, anche per comprendere di quale tipologia si tratta.

## Sintomatologia
I sintomi si manifestano rapidamente, già nei primi giorni di vita del bambino, distensione addominale e difficoltà nel defecare.

## Eziologia
La causa è conseguente ad un'ischemia.

## Terapia
Il trattamento chirurgico risolve la quasi totalità dei casi, prima di effettuarla si sospende la normale nutrizione del soggetto sostituendola con quella endovena di liquidi.

## Prognosi
L'andamento futuro della persona è strettamente rilegato alla lunghezza della parte dell'intestino tenue rimanente. Può comportare la nascita della sindrome dell'intestino corto.